# 第五福龍丸
第五福龍丸是日本一艘远洋鮪魚渔船的名字，受到1954年3月1日美國在比基尼環礁試爆氫彈所產生的高能輻射感染。在試爆後的數星期，船上船員皆為急性辐射综合症所苦，並在治療過程中，不慎經由輸血而得到了C型肝炎。除了無線通信長久保山愛吉以外，其它船員全數痊癒，久保山愛吉則在半年以后的9月23日死於C型肝炎導致的肝硬化。久保山愛吉被視為第一個死於氫彈的受害者。

## 辐射污染意外事件
1954年3月1日，在马绍尔群岛附近海域捕鱼的第五福龍丸，受到美國「城堡行動」在比基尼環礁進行的水下氢弹試爆之辐射影響，23名船员及船上漁獲全受到核污染。雖然第五福龍丸在試爆时，位處在美国劃定的危险水域以外，但由於美方的估算錯誤，爆炸當量超出預期的2.5倍，致使第五福龍丸的船員在接下來的數小时内一直暴露在（「死灰」）的照射中。之後美国将危险海域扩大，除了第五福龙丸外，当时在危险海域内作业的渔船數目不詳。据估计，當時受到氫彈試爆影響而被放射性物質污染的漁船可能有數百艘。
第五福龍丸事件引起當時日本國內激烈的反核運動。由於擔心反核運動转变为反美運動，美國方面緊急與日本政府進行辐射被害者的補償交涉，提出總計200萬美元的補償金額。附帶条款是「日本政府不要再追究美方責任」的担保書，以解決此事。

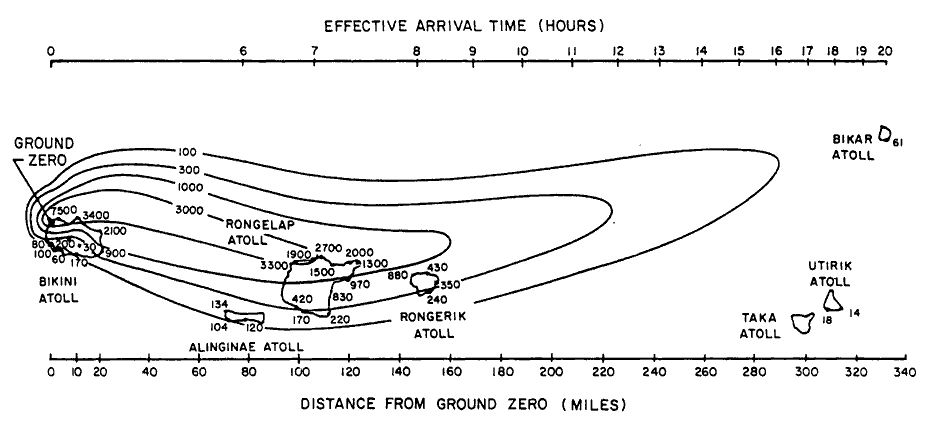
氫彈試爆輻射落塵範圍遠超過美方估計，其中包含數個有人島嶼。

## 簡史

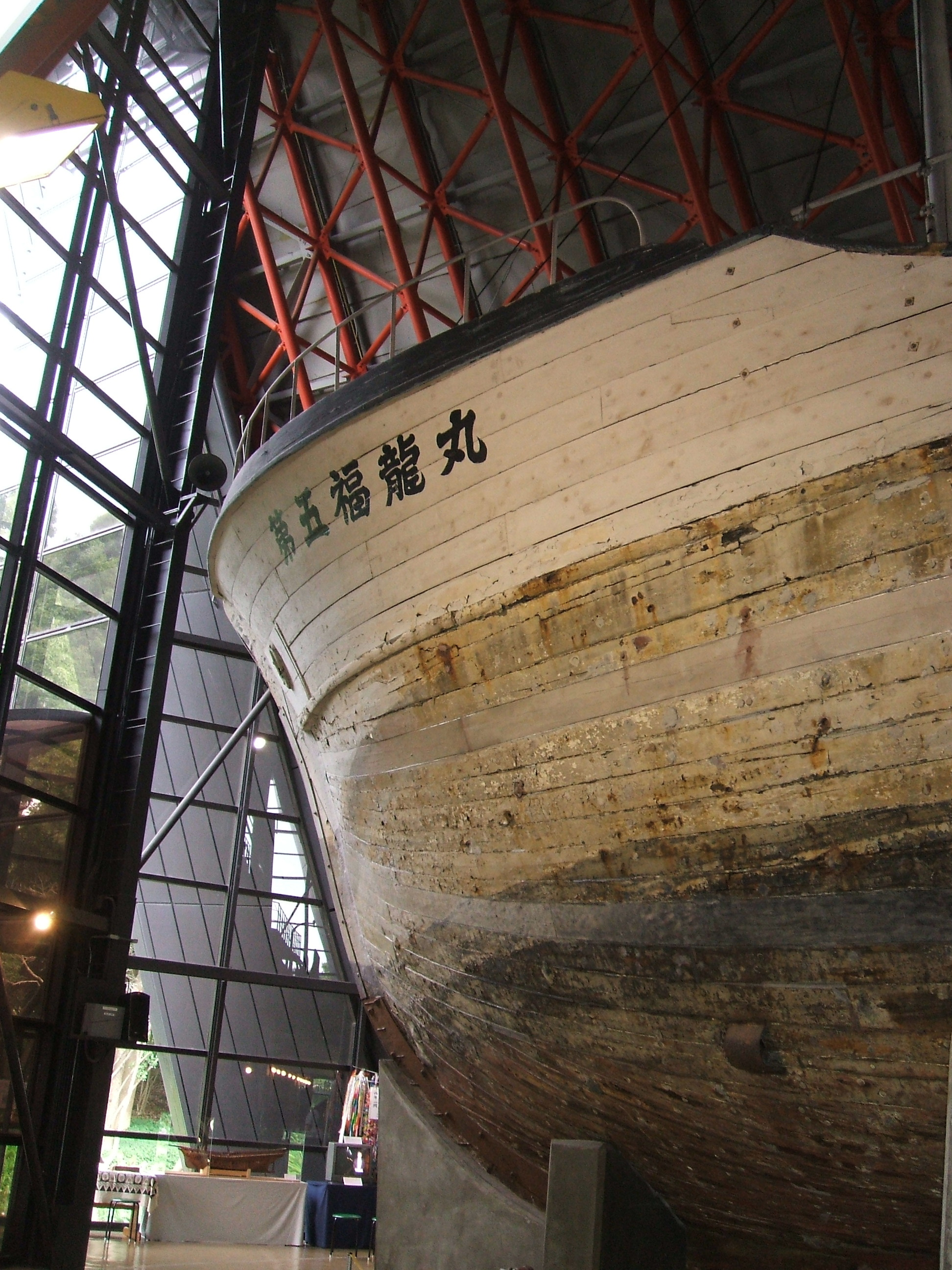
第五福龍丸

第五福龍丸最初是在1947年時，在和歌山縣古座町（今串本町）以鰹魚漁船第七事代丸（だいななことしろまる）的身份下水啟用，之後在靜岡縣燒津市進行改造以後成為一艘鮪魚漁船，改名第五福龍丸。1954年3月1日在太平洋上進行漁撈作業時遭受到核爆間接傷害，一直到3月14日返回母港燒津港時，鐵絲漁網都還處於張開的狀態沒有收回。在經過科學家的檢查之後，第五福龍丸被日本文部省收購，隔年8月移至東京水產大學（今東京海洋大學）所屬的品川岸壁泊靠。
之後，第五福龍丸旋即接受檢查並且去除放射線，並轉送至三重縣伊勢市的強力造船所進行改造，成為東京水產大學的練習船隼丸（はやぶさまる），以千葉縣館山市為母港。
1967年，由於船體老朽，擁有單位決定將隼丸報廢，在拆除掉一些還可以繼續使用的零件之後，將廢船身送到東京都江東區夢之島旁的第15號掩埋場拆解拋棄。但在同年，東京都的一些政府職員發現到它的存在而發起保存舊船的運動，將它安置在夢之島的第五福龍丸展示館永久保存展示，直到今日。
- 總重量: 140.86噸
- 全長: 28.56m
- 闊度: 5.9m
- 馬力: 250
- 速度: 5節

## 以第五福龍丸为主題的作品
1959年，第五福龍丸事件發生後的第5年，日本導演新藤兼人拍攝了一部同樣名為《第五福龍丸》的電影，由宇野重吉飾演在災難發生半年後過世的無線電長久保山愛吉。
美籍画家班·夏恩（Ben Shahn）以第五福龍丸為主題，創作了連環画《福龍》（ラッキードラゴン，Lucky Dragon）。
著名日本画家、雕刻家岡本太郎也以第五福龍丸為主題，創作了大型壁画《明日的神話》（明日の神話），現收藏於東京都南青山的岡本太郎紀念館。
日本著名的怪獸電影系列《哥吉拉》（ゴジラ）曾影射第五福龍丸事件，在故事中敘述因為核子試驗造成的污染，喚醒了沉睡在東京灣中巨大的怪獸。在電影中，哥吉拉攻擊了一艘名叫「栄光丸」(Eiko Maru)的船，被認為是影射在第五福龍丸事件中另一艘被影響的漁船「第十三光栄丸」(Thirteenth Koei Maru)。
日本紀錄片導演伊東英朗在2012年執導了《放射線を浴びた[Ｘ年後]》。該紀錄片主要揭露了第五福龍丸事件的秘辛。